# Vuorimäki
Vuorimäki är en kulle i Finland. Den ligger i Siilinjärvi och landskapet Norra Savolax, i den centrala delen av landet, 300 km norr om huvudstaden Helsingfors. Toppen på Vuorimäki är 160 meter över havet.
Terrängen runt Vuorimäki är huvudsakligen platt. Runt Vuorimäki är det ganska glesbefolkat, med 47 invånare per kvadratkilometer. Närmaste större samhälle är Siilinjärvi, 4,9 km öster om Vuorimäki. I omgivningarna runt Vuorimäki växer i huvudsak blandskog.